# Euproctis flavicosta
Euproctis flavicosta är en fjärilsart som beskrevs av George Francis Hampson 1900. Euproctis flavicosta ingår i släktet Euproctis och familjen tofsspinnare. Inga underarter finns listade i Catalogue of Life.